# Vermissen
Vermissen è un singolo della rapper tedesca Juju, pubblicato il 3 maggio 2019 come quarto estratto dal primo album in studio Bling Bling.
Il brano vede la partecipazione del cantante tedesco Henning May, membro degli AnnenMayKantereit.

## Video musicale
Il video musicale, diretto da Arabella Bartsch, è stato reso disponibile il 2 maggio 2019.

## Tracce
Testi di Judith Wessendorf e Henning May, musiche di Claus Capek, Guy Gross e Krutsch.
1. Vermissen (feat. Henning May) – 2:41

## Formazione
- Juju – voce
- Henning May – voce aggiuntiva
- Krutsch – produzione, mastering, missaggio

## Classifiche

### Classifiche settimanali
| Classifica (2019) | Posizione massima |
| ----------------- | ----------------- |
| Austria           | 2                 |
| Germania          | 1                 |
| Lussemburgo       | 8                 |
| Svizzera          | 13                |

### Classifiche di fine anno
| Classifica (2019) | Posizione |
| ----------------- | --------- |
| Austria           | 16        |
| Germania          | 4         |
| Classifica (2020) | Posizione |
| Germania          | 54        |